# Джон Хершел
Джон Фредерик Уилям Хершел (на английски: John Frederick William Herschel), срещан като Хершъл, е английски учен – математик, астроном, химик и експериментален фотограф-изобретател, със значителни приноси и в областта на ботаниката. Той е син на астронома Уилям Хершел и баща на 12 деца.